# Clytia rangiroae
Clytia rangiroae is een hydroïdpoliep uit de familie Campanulariidae. De poliep komt uit het geslacht Clytia. Clytia rangiroae werd in 1902 voor het eerst wetenschappelijk beschreven door Agassiz & Mayer. 